# Стрекалова, Александра Николаевна
Княжна Александра Николаевна Касаткина-Ростовская (1821—13 января 1904) — русская благотворительница из рода Касаткиных-Ростовских, жена статского советника С. С. Стрекалова (1813—1893). С 19 мая 1891 года кавалерственная дама ордена Святой Екатерины (малого креста).

## Биография
Единственная дочь смоленского помещика князя Николая Александровича Касаткина (1778—1841) и его жены Натальи Петровны (ум. 1828), дочери откупщика Петра Тимофеевича Бородина, считавшегося в начале XIX века «одним из московских крезов». В феврале 1805 года С. П. Жихарев побывал на вечере в доме Бородина:

«Несмотря на раннюю пору, были оранжерейные фрукты; груш и яблок бездна; конфектов груды; прохладительным счету нет, а об ужине и говорить нечего. Что за осётр, стерляди, что за сливочная телятина и гречанки-индейки! Бог весть чего не было! Шампанское лилось как вода: мне кажется, более ста бутылок было выпито. Хозяин подходил к каждому и приглашал покушать; сам он был несколько навеселе. Хозяйка не показывалась: она не выходит в дни больших собраний. Дам принимала хозяйская дочь, молодая княгиня Касаткина, недавно вышедшая замуж».
В 17 лет Александра Николаевна, наследница солидного состояния, была выдана замуж за Степана Стрекалова (1813—1893), сына сенатора С. С. Стрекалова. По отзывам современника, «он был во всех отношениях прекрасный человек, деликатный, прекрасный собеседник, любивший хорошо покушать, выпить и поиграть в карты». Венчались в Москве 9 ноября 1838 года в церкви Иоанна Богослова на Бронной.  У супругов родились сын Степан (1846—1875), коллежский секретарь, женившийся 29 апреля 1873 года в Висбаден на фрейлине двора, Анне Михайловне Челищевой (1852), и много дочерей, из которых Наталья (1839—1866) вышла замуж за московского губернатора князя А. А. Ливена.
После замужества Стрекалова долгое время жила с мужем за границей: в Италии, Швейцарии, Париже. Будучи дружна с Н. И. Нарышкиной, Александра Николаевна была вхожа в её парижский салон и вращалась в кругу государственных деятелей, писателей, мыслителей и художников. Вернувшись на родину, как и многие другие женщины высшего света в то время, занялась благотворительностью.

## Благотворительная деятельность
В составе московского отделения Человеколюбивого общества Александра Стрекалова создала на автономных началах благотворительную организацию, именуемую «Обществом поощрения трудолюбия», которое впоследствии реорганизовалось в первый в России исправительно-воспитательный детский приют, директором которого стал Н. В. Рукавишников.
В 1861 году она основала «Общество распространения полезных книг», которое поставило перед собой просветительские цели. Вместе с профессором Московского университета М. Н. Капустиным — Александра Николаевна организовала издательство для выпуска дешевых книг: исторических рассказов, очерков, описания путешествий, книг по народному и юридическому образованию. Была редактором еженедельного иллюстрированного журнала «Воскресные разсказы. Чтеніе для народа и дѣтей.», издававшегося этим обществом. При её участии в Москве была создана «Комиссия публичных и народных чтений».
В 1863 году Стрекалова решилась на создание нового благотворительного общества по оказанию трудовой помощи женщинам. Оно было названо «Общество поощрения трудолюбия». На первых порах учредители общества ставили перед собой цель — организацию труда женщин на дому с реализацией готовой продукции через магазин общества. В последующем благотворительная деятельность общества заметно расширилась и приобрела более упорядоченный характер: стали создаваться швейные мастерские, а при них — школы кройки и шитья, то есть своеобразные дома трудолюбия.
Во время русско-турецкой войны, в 1877 году, Стрекалова устроила приют для детей убитых воинов. Также принимала участие в создании «Александровского убежища» и «Алексеевского приюта» во Всехсвятском, где занималась благотворительными сборами для военных, престарелых и инвалидов.
В 1893 году Стрекалова учредила благотворительное общество «Московский муравейник», целью которого было оказание помощи беднейшим женщинам путём предоставления им работы. Попечительницей швейной мастерской при "Московском муравейнике" была известная московская портниха того времени Надежда Ламанова.
Незадолго перед своей кончиной она организовала последнее в своей жизни общество, названное «Обществом исправительно-воспитательных приютов».
Скончалась в январе 1904 года в Москве. На её похоронах присутствовали великий князь Сергей Александрович с супругой, митрополит Парфений, епископ Можайский и священник Владимир Востоков. Похоронена рядом с мужем в подмосковном селе Всехсвятком на кладбище церкви Убежища увечных воинов.